# Конавле (община)
Кона́вле (хорв. Konavle) — самая южная община Хорватии, расположенная на берегу Адриатического моря. Население — 8 250 чел. (на 2001 г.).

## География
Граничит с Боснией и Герцеговиной и Черногорией. Недалеко от села Чилипи расположен Международный аэропорт Дубровника. Только город Цавтат и село Молунат расположены на берегу моря, остальные же во внутренних районах общины. По другую сторону от Адриатического моря расположена гора Снежница — самая высока точка Дубровник-Неретвы, высотой 1234 м.

## Состав общины
31 село и 1 город:
- Бротнице — 34
- Витальина — 242
- Водовадя — 212
- Поповичи — 143
- Звековица — 400
- Габрили — 160
- Поповичи — 753
- Ясенице — 22
- Поповичи — 70
- Дуба Конавоска — 75
- Дубравка — 265
- Дунаве — 173
- Дюриничи — 110
- Комайи — 284
- Куна Конавоска — 30
- Ловорно — 160
- Льюта — 192
- Миханичи — 106
- Микуличи — 105
- Мочичи — 381
- Молунат — 217
- Палье Брдо — 150
- Плочице — 95
- Польице — 81
- Поповичи — 249
- Придворье — 255
- Радовчичи — 228
- Стравча — 57
- Шильешки — 24
- Ускоплье — 124
- Цавтат (город) — 2 015
- Чилипи — 838